# Philemon subcorniculatus
Philemon subcorniculatus là một loài chim trong họ Meliphagidae.